# Jazz i Sverige (pris)
Årets Jazz i Sverige är en svensk musikutmärkelse som delades ut mellan 1972 och 2010 av Rikskonserter och Caprice Records. 
En turné i Sverige och utomlands arrangerades för pristagaren av Rikskonserter och också en skiva gavs ut av bolaget Caprice Records. Priset lades ned i samband med att Rikskonserter upphörde i december 2010.

## Vinnare
- 1972 – Maffy Falay/ gruppen Sevda
- 1973 – Gruppen Rena Rama
- 1974 – Björn Alkes kvartett
- 1975 – Iskra
- 1976 – Opposite Corner
- 1977 – Förklädd gud
- 1978 – Birka
- 1979 – Mount Everest
- 1980 – Fredrik Norén Band
- 1981 – Entra Camaleón
- 1982 – Änglaspel (LP)
- 1983 – Tommy Koverhults kvintett
- 1984 – Equinox
- 1985 – Wail
- 1986 – Soul Train
- 1987 – Monica Borrfors
- 1988 – Chapter Seven
- 1989 – Lulu Alke
- 1990 – Encore
- 1991 – Stina Nordenstam
- 1992 – Jonas Knutsson
- 1993 – Max Schultz
- 1994 – Jazz Furniture
- 1995 – Jeanette Lindström Quintet
- 1996 – Amanda Sedgwick
- 1997 – Blue Pages
- 1998 – Harald Svensson
- 1999 – Magnus Lindgren
- 2000 – Johan Borgström
- 2001 – Lindha Svantesson
- 2002 – Fredrik Nordström
- 2003 – Josefine Cronholm & IBIS
- 2004 – Fredrik Ljungkvist
- 2005 – Daniel Karlsson
- 2006 – Fabian Kallerdahl
- 2007 – Nils Berg
- 2008 – Wildbirds & Peacedrums
- 2009 – Josefine Lindstrand, sångare
- 2010 – Samuel Hällkvist, gitarrist och låtskrivare